# 폴리아나

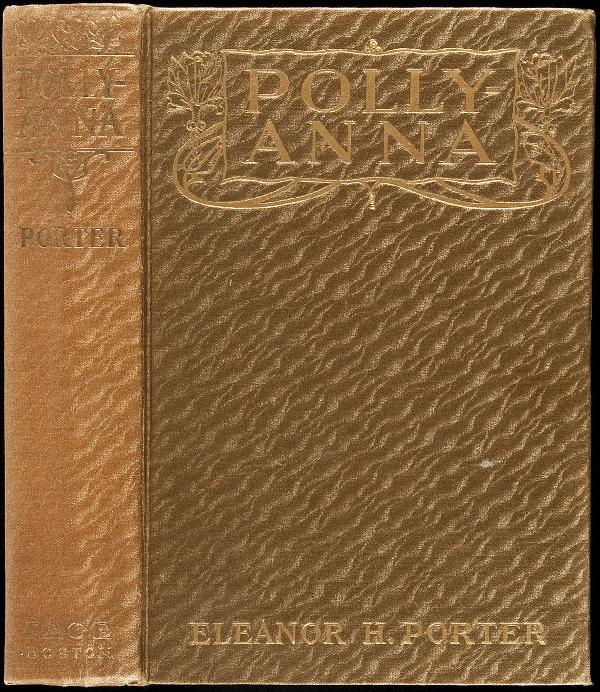

폴리아나는 엘리너 포터가 1913년에 쓴 소설로서 현재 아동 문학의 고전으로 여겨진다. 등장인물의 이름은 매우 낙관적인 전망이 있는 사람에게 인기가 있는 용어가 된다. 또한, 긍정적인 측면으로 잠재의식 편견은 종종 폴리아나 원칙으로 설명된다.

## 줄거리
주인공은 폴리아나 히티어이고, 버몬트주 벨딩스빌의 가상마을에 살기 위해 떠나는 어린 고아이다. 폴리아나의 삶에 대한 철학은 그녀가 아버지로부터 배운 낙관적이고 긍정적인 태도인 "기쁨 놀이"를 중심으로 한다. 그 놀이는 얼마나 황량할지라도 모든 상황에서 기쁘게 될 무언가를 찾는 것으로 구성된다. 그것은 선교사의 술집에 있는 인형을 원했던 폴리아나가 1쌍의 목발을 안에 넣었을 때 한 크리스마스 사건에서 유래되었다. 그 자리에서 놀이를 만들고, 폴리아나의 아버지는 그녀에게 사물의 긍정적인 면을 보라고 가르쳤다. 이 경우에는 목발을 사용하지 않아서 목발을 기쁘게 생각한다.
폴리아나는 그녀의 이모가 사는 뉴 잉글랜드 지역에 즐거움을 선사한다. "기쁨 놀이"는 이모의 엄격한 태도에서 그녀를 보호한다. 폴리 이모가 그녀를 카펫이나 그림이 없는 답답한 다락방으로 데려갈때, 폴리아나는 높은 창문에서 아름다운 경치를 감상한다. 그녀가 낸시와 함께 부엌에서 빵과 우유의 식사를 준비하면서 조카딸을 "처벌"하려고 할때, 폴리아나는 자신이 빵과 우유를 좋아하기 때문에 열정적인 고마움을 느꼈고 낸시를 좋아한다.